# Kålhuvudet
Kålhuvudet este o arie protejată (arie specială de conservare — SAC, sit de importanță comunitară — SCI, arie de protecție specială avifaunistică — SPA) din Suedia întinsă pe o suprafață de 770,3 ha, integral pe uscat.

## Localizare
Centrul sitului Kålhuvudet este situat la coordonatele 63°38′02″N 18°25′13″E / 63.634°N 18.4202°E.

## Înființare
Situl Kålhuvudet a fost declarat sit de importanță comunitară în decembrie 1995 pentru a proteja 11 specii de animale. Alte tipuri de protecție:
- arie de protecție specială avifaunistică (în iulie 2000)[2]
- arie specială de conservare (în martie 2011)[1][3][4]

## Biodiversitate
Situată în ecoregiunea boreală, aria protejată conține 7 habitate naturale: Mlaștini împădurite, Taiga vestică, Mlaștini turboase de tranziție și turbării mișcătoare, Cursuri de apă de la nivel de câmpie la nivel montan, cu vegetație Ranunculion fluitantis și Callitricho-Batrachion, Păduri fino-scandinave bogate în ierburi cu Picea abies, Lacuri și iazuri distrofice naturale, Turbării Aapa.
La baza desemnării sitului se află mai multe specii protejate de  păsări (11): minunița (Aegolius funereus), cocoșul de mesteacăn (Bonasa bonasia), șorecar încălțat (Buteo lagopus), ciocănitoare neagră (Dryocopus martius), ciuvică (Glaucidium passerinum), ciocănitoare de munte (Picoides tridactylus), ploier auriu (Pluvialis apricaria), cocoșul de mesteacăn (Tetrao tetrix tetrix),  cocoș de munte (Tetrao urogallus), fluierar de mlaștină (Tringa glareola), sturzul de vâsc (Turdus viscivorus).